# Nesprin

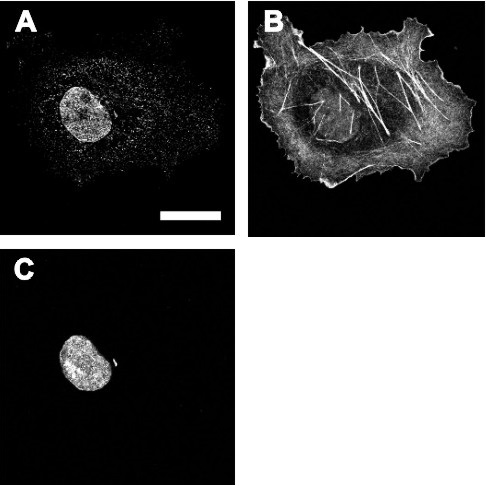
Nukleäre Lokalisierung des Nesprin2 Proteins in COS-7-Zellen. (A) Nesprin2 Färbung durch pAb K1 (sekundärer Antikörper α-Kaninchen TRITC-Konjugat), (B) Aktinfärbung durch FITC-Phalloidin, (C) Lamin A/C Färbung durch monoklonalen α-Lamin A/C Antikörper (JOL2) (sekundärer Antikörper α-Maus Cy5-Konjugat). Die Zellen wurden mit 3 % PFA fixiert und mit 0,5 % Triton X-100 permeabilisiert. Die Bilder wurden mit dem konfokalen Laser Scan Mikroskop aufgenommen. Balken 25 µm

Die Nesprine (englisch für Nuclear Envelope SPectRIN repeat) sind eine Familie von Proteinen, die primär in der äußeren Zellkernmembran zu finden sind. Nesprin-1 (historische Synonyme: Enaptin, Myne-1, Syne-1) und Nesprin-2 (historische Synonyme: Nuance, Syne-2) wurden als Aktin-bindende Proteine vom α-Aktinin-Typ beschrieben.
Andere Forschergruppen untersuchten hauptsächlich C-terminale Isoformen von Nesprin-1 und Nesprin-2. Sie zeigten, dass der konservierte C-terminale Bereich mit der Transmembran-Domäne für die Lokalisation in der inneren Kernmembran verantwortlich ist und Lamin A/C ko-immunpräzipitieren. Später wurde eine direkte Bindung von Nesprin-1 mit Lamin A und Emerin in vitro bestätigt. Für Isoformen von Nesprin-1 wurde gezeigt, dass diese mit sich selbst oder mit dem Golgi-Apparat interagieren können.
Nesprin-1 und Nesprin-2 besitzen orthologe Proteine in dem Schleimpilz Dictyostelium discoideum (Interaptin), in der Taufliege Drosophila melanogaster (MSP300) und dem Fadenwurm Caenorhabditis elegans (ANC1). Mutationen in ANC1 beeinflussen die Lokalisierung von Zellkernen und Mitochondrien in C. elegans. ANC1 ist ein Protein, dessen eigene nukleäre Lokalisation von UNC84 und Ce-Lamin abhängt. Gendefekte in dieser Proteinfamilie können wie bei Emerin zur Emery-Dreifuss-Muskeldystrophie führen.
Die aktive Positionierung des Zellkerns ist eine essenzielle Funktion bei der Zellteilung, der Migration und der Differenzierung von Säugetierzellen. Bei der Migration von Fibroblasten ist die Bewegung des Zellkerns von N2G (Nesprin-2 Gigant) abhängig. N2G ist ein großes, Aktin-bindendes Protein in der äußeren Kernhülle. Es interagiert mit FHOD1 bei der Bindung von Actin-Strängen an die Kernhülle. N2G–FHOD1 schafft eine stabile Verbindung des Zellkerns mit den kontraktilen Actinstränge, die zur Bewegung erforderlich ist.